# Fall in YOU
「Fall in YOU」（フォール イン ユー）は、1999年2月17日にリリースされた木村由姫の3rdシングル。発売元はパイオニアLDC。

## 概要
タイトル曲はTBS系バラエティ『ワンダフル』内で放送されたアニメ『イケてる2人』オープニングテーマ、およびチバビジョン「FOCUS DAILIES」CMソングに起用された。累計売上は3.3万枚を記録。 

## 収録曲
1. Fall in YOU
  - 作詞：麻倉真琴 　作曲・編曲：浅倉大介
2. Windy scene
  - 作詞：麻倉真琴 　作曲・編曲：浅倉大介
3. Fall in You（instrumental）